# MobyGames

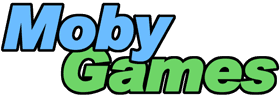
Historisches Logo

MobyGames ist eine englischsprachige Website, die Computerspiele der Gegenwart und Vergangenheit katalogisiert. In der Datenbank finden sich Informationen für Spiele für zahlreiche Plattformen illustriert durch Screenshots.

## Geschichte
MobyGames wurde am 1. März 1999 von Jim Leonard, Brian Hirt und David Berk – drei Freunden aus der High-School-Zeit – gegründet. Leonard hatte damals die Idee, Informationen über elektronische Spiele mit einer größeren Fangemeinde über das Internet auszutauschen.
Am Anfang gab es nur DOS- und Windows-Computerspiele auf der Site, da die Gründer mit anderen Plattformen nicht vertraut waren. Zum zweiten Geburtstag wurde die Site dann um weitere Systeme wie PlayStation und Xbox erweitert. Das Hinzufügen weiterer Systeme wurde kontinuierlich fortgesetzt. Laut Selbstauskunft sind inzwischen Spiele auf 280 Plattformen seit den 1950ern gelistet.
2010 übernahm der Computerspiel-Verleihanbieter GameFly das Portal. GameFly verkaufte die Seite im Dezember 2013 weiter an Jeremiah Freyholtz (unter dem Namen „Reed Lakefield“), Inhaber des auf Game- und Webdevelopment spezialisierten Unternehmens Blue Flame Labs, und Investor Simon Carless. Der Spielepublisher Atari sicherte sich im November 2021 die zeitlich befristete Option zum Kauf der Website. Im März 2022 erwarb Atari die Website für 1,5 Millionen US-Dollar. Im Februar 2023 erhielt das Portal ein komplett neues Layout.

## Auszeichnungen
MobyGames wurde am 11. April 2006 von der International Academy of Digital Arts and Sciences für den Webby Award nominiert.